# Chick Vennera
Chick Vennera, właśc. Francis Vincent Vennera (ur. 27 marca 1947 w Herkimer, zm. 7 lipca 2021 w Burbank) – amerykański aktor.

## Życiorys
Urodził się w Herkimer w stanie Nowy Jork, w hrabstwie Herkimer jako syn Victorii (z domu Guido) i Franka Vennery, muzyka. Przez całą szkołę średnią występował w nocnych klubach i na szkolnych potańcówkach, a po ukończeniu studiów wyjechał z rodzinnego miasta do Kalifornii, aby uczyć się w Pasadena Playhouse. Służył w United States Army podczas wojny w Wietnamie, najpierw w Korpusie Łączności, a później w dywizji Służb Specjalnych. Następnie jako piosenkarz, tancerz i saksofonista występował w nocnych klubach.
W 1973 trafił na Broadway w roli Sonny’ego Latierriego w musicalu Grease, z którym w latach 1973−75 odbył tournée. W 1977 otrzymał nagrodę Theatre World za rolę Angela Quintona w off-broadwayowskiej sztuce Dżokeje. Zadebiutował na kinowym ekranie w roli Marva Gomeza w komedii muzycznej Dzięki Bogu już piątek (1978), gdzie wykonał układ taneczny na kilku samochodach. W trzech odcinkach serialu kryminalnego ABC Vega $ (1978–1980) z Robertem Urichem pojawił się jako weteran wojny w Wietnamie Mitch Costigian. W sitcomie NBC Złotka (1989) grał postać Enrique Masa.
Zajmował się także dubbingiem. Podstawił głos Pesto w serialu animowanym Animaniacy, wyprodukowanym przez Animaniacy/Amblin Entertainment. Był nauczycielem aktorstwa w Beverly Hills Playhouse.
6 maja 1971 zawarł związek małżeński z Joanne Mary DiVito, z którą miął córkę Nicole. 1 lipca 1982 doszło do rozwodu. 9 kwietnia 1983 ożenił się z Suzanne E Messbauer.
Zmarł 7 lipca 2021 na raka w swoim domu w Burbank w Kalifornii w wieku 74 lat.

## Filmografia

### Filmy
- 1977: Billy: Portrait of a Street Kid (TV) jako Luis
- 1978: Dzięki Bogu już piątek jako Marv Gomez
- 1979: Jankesi (Yanks) jako sierżant Danny Ruffelo
- 1981: Ryzykowna gra (High Risk) jako Tony
- 1983: Histeryczny (Hysterical) jako Pepper Zombie
- 1985: Byłam króliczkiem Playboya (A Bunny’s Tale, TV) jako Frankie
- 1986: Free Ride jako Edgar Ness
- 1988: Ostatni sakrament (Last Rites) jako Nuzo
- 1988: Fasolowa wojna jako Joe Mondragon
- 1989: Odważna matka: Historia Mary Thomas (A Mother’s Courage: The Mary Thomas Story, TV) jako trener Pingatore
- 1990: Nocne oczy (Night Eyes) jako Shapiro
- 1991: Na tropie ojca (Runaway Father, TV) jako Frank de la Grana
- 1991: McBain jako Roberto Santos
- 1991: Terror wewnętrzny II (The Terror Within II) jako Kyle
- 1992: Dublerka (Double Threat) jako Stephen Ross
- 1994: Chemia ciała III (Point of Seduction: Body Chemistry III) jako Freddie Summers
- 1995: Kissing Miranda (TV) jako Raul Solo
- 1995: Chemia ciała 4 (Body Chemistry 4: Full Exposure) jako Freddie Summers
- 1996: Sam w lesie (Alone in the Woods) jako Perry
- 1996: Zmiana warty 4 (Night Eyes Four: Fatal Passion, TV) jako Alex Stein
- 1997: Podwodna misja (Time Under Fire) jako Spitz
- 1998: Prorok (Prophet, wideo) jako Salvator
- 1999: Tajna broń (Active Stealth) jako Chiccio
- 1999: Tycus − kometa śmierci (Tycus, wideo) jako Stan Alton
- 1999: Zabójcze wspomnienia (Fugitive Mind) jako Jimmy Morabito
- 1999: Zabij albo giń (Running Red, wideo) jako właściciel sklepu monopolowego
- 1999: Animaniacy: Życzenie Wakko jako Pesto (głos)
- 2001: Podniebny terror (Air Rage, wideo) jako Rybolud
- 2005: Mrówki−mutanty (Glass Trap) jako Paolo

### Seriale
- 1975: Baretta jako Rudolfo Cruz
- 1975: Lucas Tanner jako Roach
- 1975: The Blue Knight jako Norm
- 1976: Arthur Hailey’s the Moneychangers jako Humphy Lopez
- 1976: Kiedyś pewien orzeł (Once an Eagle) jako Davis
- 1978: Bękart (The Bastard) jako patron zajazdu
- 1985: Jetsonowie − głos
- 1985: T. J. Hooker jako Joe Bram
- 1985: Hollywood Beat jako Stack
- 1986: Night Court jako Hector Rivera
- 1986: Diff’rent Strokes jako Pająk
- 1989: Złotka jako Pepe / Enrique Mas
- 1992: Agent Kuper jako Johnny T Rex (głos)
- 1992: Batman jako Twitch (głos)
- 1992: Max i szczurza ferajna − głos
- 1993: Animaniacy jako Joe P. (głos)
- 1993: Szmergiel jako Chick (głos)
- 1994: Nietykalni jako Colangelo
- 1996: Szaleję za tobą jako Johnny
- 1996–1997: Prawdziwe przygody Jonny’ego Questa jako Lorenzo / bandyta / Gustavo Arollo / Walker (głos) / dodatkowe głosy
- 1998: Air America jako Mesarigos
- 1998: Krowa i Kurczak jako sprzedawca (głos)
- 1998: JAG jako Benny Turpin
- 1999: Gorączka w mieście jako Johnny Roman
- 2000: Batman przyszłości jako szofer (głos)
- 2000: Żarty na bok jako Luciano

### Gry wideo
- 2009: Bayonetta jako Enzo (głos)